# Murder!
Murder! é um filme britânico de 1930, dos gêneros suspense e drama, dirigido por Alfred Hitchcock. É baseado na peça Enter, Sir John, de Clemence Dane e Helen Simpson.

## Sinopse
Uma atriz é encontrada junto ao corpo de uma amiga que foi assassinada. Julgada pelo crime, não consegue se lembrar das circunstâncias, aumentando suas chances de condenação. 

## Elenco
- Herbert Marshall ....  Sir John Menier
- Norah Baring ....  Diana Baring
- Phyllis Konstam ....  Doucie Markham
- Edward Chapman ....  Ted Markham
- Miles Mander ....  Gordon Druce
- Esmé Percy ....  Handel Fane

## Curiosidades
- Hitchcock fez uma versão do mesmo filme em 1931, chamada Mary, com atores alemães, mas usando os mesmos cenários.
- Aproximadamente uma hora após o início do filme, o diretor aparece caminhando próximo à casa onde ocorreu o crime.